# Kunie Kitamoto
Kunie Kitamoto (japanisch 北本 久仁衛 Kitamoto Kunie; * 18. September 1981 in der Präfektur Nara) ist ein ehemaliger japanischer Fußballspieler.

## Karriere
Kitamoto erlernte das Fußballspielen in der Schulmannschaft der Nara Ikuei High School. Seinen ersten Vertrag unterschrieb er 2000 bei den Vissel Kobe. Der Verein spielte in der höchsten Liga des Landes, der J1 League. Am Ende der Saison 2005 stieg der Verein in die J2 League ab. Am Ende der Saison 2006 stieg der Verein wieder in die erste Liga auf. Nach nur einer Saison musste er Ende 2012 wieder den Weg in die Zweitklassigkeit antreten. 2013 wurde er mit dem Verein Vizemeister der zweiten Liga und stieg wieder in die erste Liga auf. Für den Verein absolvierte er 394 Ligaspiele. 2019 wechselte er nach Thailand. Hier schloss er sich dem Drittligisten Simork FC an. Während der Hinserie wurde der Verein gesperrt. Zur Rückserie ging er zum ebenfalls in der dritten Liga spielenden Chamchuri United FC nach Bangkok. Ende 2019 beendete er seine Karriere als Fußballspieler.